# Alografska oporoka
Alografska oporoka je vrsta oporoke, ki je ni napisal zapustnik, ampak jo je nekdo drug po njegovi želji v prisotnosti prič.
Zapustnik pregleda oporoko, če je bila napisana v skladu z njegovimi željami, jo podpiše in s tem potrdi. Priče (po navadi dve) se morata tudi podpisati in tako potrditi verodostojnost oporoke.